# Aegis BMD

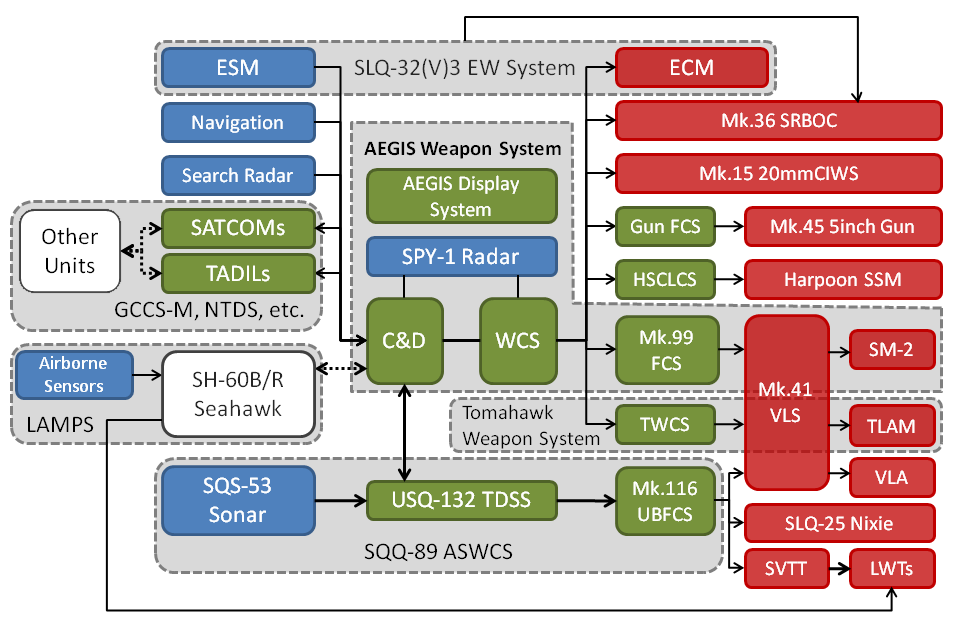
Aegis Combat System

Het Aegis Ballistic Missile Defense System (Aegis BMD of ABMD) is een programma van het United States Department of Defense ter bescherming tegen ballistische raketten. Het is ontworpen om ballistische raketten in de ruimte te onderscheppen. Het maakt gebruik van krachtige computers en radars.
Het laat oorlogsschepen toe om vijandelijke ballistische raketten uit te schakelen door het Aegis Combat System uit te breiden met de AN/SPY-1 radar en Standard missile (SM) technologie. Deze laatste omvatten de RIM-66, -67, -161 en de recentere RIM-174 raketten. De schepen die uitgerust zijn met Aegis BMD kunnen de gegevens van de doelen doorsturen naar het Midcourse Defense System dat op het land geïnstalleerd is. Eventueel kan het systeem SM-2 of -3 raketten afvuren.
Het Lockheed Martin Aegis Weapon System en de Raytheon RIM-161 Standard Missile (SM-3) zijn in gebruik. Onderaannemers zijn o.a. Boeing, Honeywell, de Johns Hopkins-universiteit en het Massachusetts Institute of Technology. Naast de Verenigde Staten maken ook de zeemachten van Japan, Noorwegen, Spanje en Zuid-Korea gebruik van het systeem.

## Het systeem

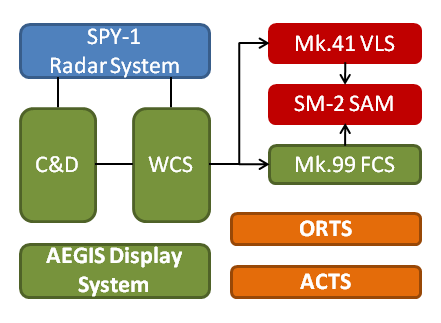
Aegis Weapon System

Het Aegis Combat System (ACS) bestaat uit het Aegon Weapon System (AWS), het Phalanx-Close In Weapon System (CIWS) en het Mark 41 Vertical Launch System (MK 41 VLS). Het bevat een gesofisticeerd detectie- en volgsysteem. De radar is van het type multifunctionele, driedimensionale, elektronisch gescande radar met phase array-technologie. Hij heeft een vermogen van 6 Megawatt en kan gelijktijdig meer dan 100 doelen detecteren en volgen, terwijl hij ook nog de raketten bestuurt. Dit tot op een afstand van 190 kilometer.
Ter herinnering: het incident met Iran Air-vlucht 655 gebeurde onder controle van het Aegissysteem. Indien de bemanning van de USS Vincennes het systeem gevolgd had, was het incident niet gebeurd.